# Dekanat Regenstauf
Das Dekanat Regenstauf war eins der (bis 2022) 33 Dekanate des Bistums Regensburg. Zum 1. März 2022 wurde es mit dem Nachbardekanat Laaber zum Dekanat  Laaber-Regenstauf zusammengelegt. Dieses gehört zur Region I – Regensburg des Bistums.
Zum Dekanat Regenstauf gehörten die nachfolgend aufgeführten Seelsorgeeinheiten (Stand: 2013). Die „führende“ Pfarrei, meistens der Sitz des zuständigen Pfarrers und des Pfarramtes, wird zuerst aufgeführt, die an der Pfarreiengemeinschaft beteiligten Pfarreien sind durch Semikolon getrennt, alle zu einer Pfarrei gehörigen Exposituren, Benefizien und Filialen werden direkt nach der jeweiligen Pfarrei, vor dem trennenden Semikolon, aufgezählt. Die Liste ist alphabetisch nach den Ortsnamen der führenden Pfarreien geordnet.
- Pfarrei St. Johannes, Diesenbach, dazugehörig Filiale Hl. Theresa von Lisieux, Edlhausen
- Pfarrei St. Ägidius, Hainsacker, dazugehörig Filiale St. Laurentius, Lorenzen und Filiale St. Bartholomäus, Oppersdorf
- Pfarrei Mariä Himmelfahrt, Irlbach
- Pfarrei St. Michael, Kallmünz, dazugehörig Filiale St. Ägidius, Holzheim am Forst; Pfarrei Mariä Opferung, Duggendorf
- Pfarrei St. Elisabeth, Kareth
- Pfarrei Mariä Himmelfahrt, Kirchberg
- Pfarrei Mariä Himmelfahrt, Lappersdorf
- Pfarrei St. Margareta, Pettendorf, dazugehörig Filiale Mariä Himmelfahrt, Adlersberg und Filiale St. Peter und Paul, Kneiting
- Pfarrei Mariä Himmelfahrt, Pielenhofen
- Pfarrei St. Laurentius, Ramspau, dazugehörig Benefizium St. Michael, Heilinghausen
- Pfarrei St. Jakobus, Regenstauf
- Pfarrei St. Josef, Steinsberg, dazugehörig Expositur St. Peter und Paul, Bubach am Forst; Pfarrei St. Michael, Eitlbrunn
- Pfarrei St. Peter, Wenzenbach
- Pfarrei Christ König, Wolfsegg
- Pfarrei St. Bartholomäus, Zeitlarn, dazugehörig Filiale Unsere Liebe Frau von der guten Heimkehr, Laub